# Ekecheiria
Ekecheiria („zdržení se rukou od zbraní“) byl všeobecný posvátný mír, který se dodržoval během konání antických olympijských her. Na půdu Olympie nesměl vstoupit voják se zbraní v ruce a v době konání her ani ozbrojený jednotlivec. Účastníkům her byla zajištěna volná cesta do Olympie a zpět i přes území nepřátelských států. V době her byly zakázány všechny války a jiné násilné činy. Údajně o tom byla napsána smlouva, ale text se nedochoval. K porušení této dohody došlo jen výjimečně, např. roku 420 př. n. l. Spartou.
V řecké mytologii je Ekecheira bohyní příměří.